# Río Mara

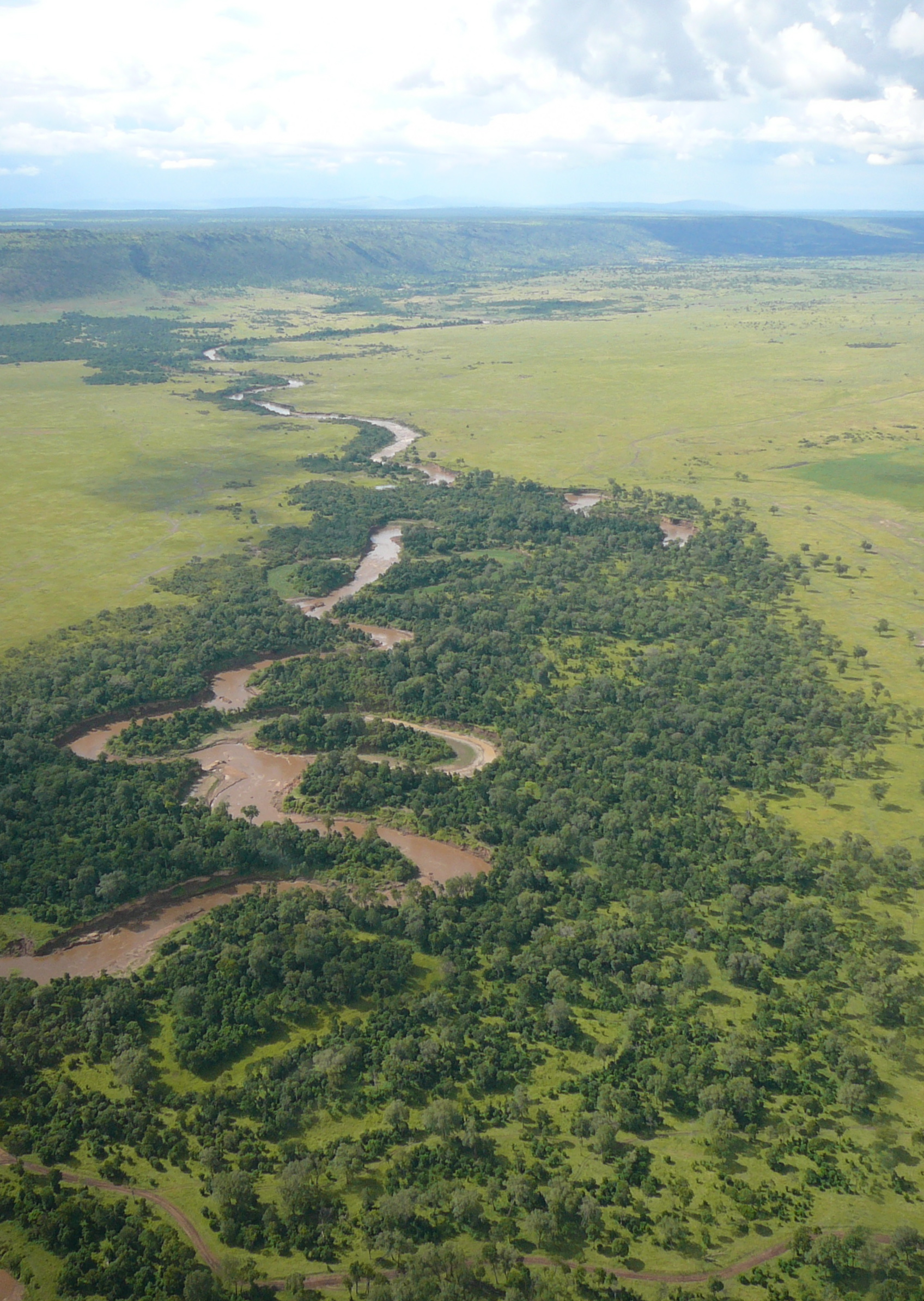
El río Mara.

El Mara es un río de África. Su nacimiento o curso superior se encuentra en Kenia y fluye hasta Tanzania, desembocando en el Lago Victoria, el lago más importante del continente africano. Se distinguen dos etapas diferentes, en las cuales el río experimenta grandes cambios.
En primer lugar la estación seca es de noviembre a abril, cuando desciende el número de animales en la cuenca debido a la ausencia de vegetación. En segundo lugar, de junio a octubre, la estación lluviosa, llegándose a registrar unas precipitaciones medias de hasta 600 mm en junio y julio.
La reserva Masái Mara le debe parte de su nombre a este río, así como a la tribu de los masáis, nativos de esta región.

## Fauna
Abundan los cocodrilos, así como una gran variedad de especies de aves en sus cercanías.
Los cocodrilos tienen mala reputación por devorar hombres debido a la cercanía de su hábitat a las poblaciones humanas, que se traduce en frecuentes encuentros.
Son los más grandes de todos los cocodrilos de África, pueden alcanzar una longitud máxima de seis metros y pesar hasta 730 kilogramos. Pero normalmente miden unos 5 metros y pesan alrededor de 225 kilogramos.
Se alimentan principalmente de peces, aunque atacan a cualquier animal que esté cerca de ellos, como cebras, pequeños hipopótamos, puercoespines, aves y otros cocodrilos.
Después de ser cazados hasta casi llegar a su extinción, algunas leyes protectoras locales e internacionales les permitieron resurgir en casi todas las regiones. En algunas zonas, sin embargo, su población se ha reducido enormemente debido a la contaminación, la caza y la pérdida de su hábitat.
También, cada año cruzan más de un millón de ñus el río Mara en busca de pastos frescos, mueren alrededor de 6200 ñus cada año en el río porque se ahogan o devorados entre las fauces de los cocodrilos.

## Masái Mara
La Reserva Nacional de Masái Mara está ubicada al suroeste de Kenia y al oeste de la capital, Nairobi. El Masái Mara es una Reserva Nacional que pertenece al pueblo masái establecida en 1961 que cubre 1510 kilómetros cuadrados.
Miles de turistas visitan esta Reserva para ver a las especies de vida silvestre y de aves. La reserva es muy conocida por la gran cantidad de depredadores, como leones y guepardos. También luego las llanuras del Mara están llenas de cebras, jirafas, impalas y gacelas de Thomson.
El Maasai Mara tiene cuatro partes diferentes: suelo arenoso y pequeños arbustos hacia el este, muchos pastizales y bosques alrededor del río y está lleno de planicies abiertas con arbustos que cubren la mayor parte de la reserva; el paisaje es muy variado.
Masái Mara se ubica a 1500-2200 metros sobre el nivel del mar, por lo que el clima es un poco más húmedo y suave que en otras regiones parecidas. Las temperaturas más altas durante el día son 30 °C y en la noche la temperatura está usualmente por encima de los 15 °C.
En la parte del Triángulo de Mara de Masái Mara hay cámpines públicos y privados disponibles para usar y también hay un montón de alojamientos pagos.

## Pueblo Masái
Los masái son un pueblo aproximado de unos 883 000 individuos que se ha negado a abandonar su tradicional forma de vida y se encuentran en Kenia meridional y en Tanzania septentrional.
La creación de fronteras y de límites territoriales impuestos forzó algunos cambios en su estilo de vida. Son un pueblo nómada hoy en día sigue viviendo del pastoreo.
Viven en asentamientos llamados manyattas, que son chozas hechas a base de barro, paja y excremento animal, están dispuestas en círculo, cuyo centro se convierte en el punto de encuentro del poblado a modo de plaza mayor.
La estructura social masái está jerárquicamente organizada. Además de los clanes, se dividen en guerreros o morane, jefes de familia y ancianos, que son responsables políticos o religiosos. Todos estos grupos tienen derechos y actividades específicas,y los guerreros varían según la edad de los jóvenes.
Para sobrevivir este pueblo depende mucho de sus animales. Ya que de ellos obtienen la leche para su consumo y el excremento con el que recubren las chozas. Casi nunca matan a los animales para alimentarse, salvo a veces alguna oveja o cabra. Pero cuando lo hacen, no desperdician nada. Los cuernos los usan como recipientes; con las pezuñas y los huesos hacen adornos, y curten la piel para crear su calzado, ropa, coberturas para dormir y cuerdas.
A los 16 años de edad los chicos realizan una ceremonia, en la que les realizan la circuncisión y luego de cuatro años en la naturaleza, vuelven al poblado convertidos en guerreros para tomar una esposa y marcharse con ella para formar un nuevo asentamiento.
Las niñas masái también pasan por una ceremonia de iniciación en las que les hacen la mutilación genital femenina. Usualmente su futuro matrimonio está organizado por sus padres desde pequeñas, pero desde el rito de iniciación se les permite relacionarse con los jóvenes guerreros que deseen.